# Чичкан Леонід Ілліч
Чичка́н Леоні́д Ілліч (* 21 серпня (за ін. даними 2 серпня) 1911, Краснодар — 13 грудня 1977) — український маляр. Дід Іллі Чичкана, прадід Давида Чичкана.

## Життєпис
1933 року закінчив Краснодарський художній технікум.
Подальшу мистецьку освіту здобув У Харківському (педагоги С. М. Прохоров та М. А. Козик) і Київському художніх інститутах (вчився у Олексія Шовкуненка); з 1941 викладач.
Учасник Другої світової війни.
1952 року почав викладати в Київському художньому інституті.
З 1971 професор Київського художнього інституту. 1969 — заслужений діяч мистецтв Української РСР, нагороджений орденом Слави 3-го ступеня та медалями, почесною грамотою Президії ВР УРСР.

## Творчість
Зображав карпатські краєвиди, натюрморти, портрети і жанрові картини (переважно з життя гуцулів). 
У своїх краєвидах Чичкан завжди вірний романтичній красі Карпат, яку щедро оспівує у своїх творах, не вдаючись до надмірного пафосу й зовнішнього декоративізму. Як зазначає про художника Ігор Шаров, його Карпати, це не якась екзотична місцевість, а край працівників. Саме туму мотиви цих робіт стали буденними, такими, що асоціюються з повсякденним життям сучасників. Різноманітністю зеленого кольору від світлих його відтінків до насичених темно-зелених, написаний Чичканом гірський пейзаж «Карпати» (1953). Ближні гри і пагорби, що поросли деревами й кущами, оточують вузеньку річку, що ледь пробиває собі шлях серед гірського масиву. Гірський перевал на задньому плані картини темно-синій, зливається за обрієм зі світлим, молочно-білим небом. Неяскравість фарб створює відчуття спокійного дня, коли сонце не сяє яскраво та не виграє сонячними зайчиками. Картина глибоко реалістична та життєво правдива.
У традиції народного малюнка виконано натюрморт «Наречена» (1971). На побіленій стіні висить портрет молодої, виконаний у стилі примітиву. Дівчина в народному строї, уквітчана, з високою зачіскою, прикрашена вінком. Портрет оповито гірляндою зі свіжих квітів та стрічками. В центрі експозиціях — жовтогарячий букет, який привертає погляд глядача.